# Edições do Windows Vista
O sistema operativo Windows Vista está disponível em seis edições diferentes. Com excepção do Windows Vista Starter, todas as edições suportam a plataforma de 32 bit (x86) e 64 bit (x64).
A 5 de Setembro de 2006, a Microsoft anunciou o preço para as quatro edições disponíveis através de canais de venda.
Microsoft caracteriza a embalagem para venda do Windows Vista como "desenhado para transmitir um modelo amigável, […] um recipiente de plástico rígido que protege o software dentro de utilização ao longo da vida".
A caixa abre de lado para revelar o DVD do sistema operativo suspenso numa capa de plástico transparente. O disco do Windows Vista usa um design próprio holográfico semelhante aos discos que a Microsoft tem produzido desde do Windows 98.
|  |